# بيفلوريد البوتاسيوم
بيفلوريد البوتاسيوم هو مركب كيميائي لاعضوي من عناصر البوتاسيوم والفلور والهيدروجين، وله الصيغة الكيميائية KHF2، ويكون على شكل صلب عديم اللون، وله رائحة حمضية خفيفة.

## التحضير
تحضر بلورات بيفلوريد البوتاسيوم كناتج من محلول فلوريد البوتاسيوم مع كمية فائضة من حمض هيدروفلوريك؛ كما يمكن التحضير من تفاعل البوتاس الكاوي (محلول مركز من هيدروكسيد البوتاسيوم) أو كربونات البوتاسيوم مع حمض هيدروفلوريك.
{\displaystyle \mathrm {KF\ +\ HF\ \longrightarrow \ KHF_{2}} }
{\displaystyle \mathrm {KOH\ +2\ HF\ \longrightarrow \ KHF_{2}+H_{2}O} }

## الخواص
يتفكك مركب بيفلوريد البوتاسيوم بالتسخين لدرجات حرارة فوق 400 °س إلى فلوريد البوتاسيوم وفلوريد الهيدروجين:
{\displaystyle \mathrm {KHF_{2}\ {\xrightarrow {\Delta T}}\ KF\ +\ HF\uparrow } }
يرتبط الهيدروجين والفلور في أنيون بيفلوريد −HF2 برابطة كيميائية قوية، يبلغ طولها 114 بيكومتر (pm)، ووطاقة ذات مقدار أعلى من 155 كيلوجول/مول.

## الاستخدامات
استخدمت طريقة التحليل الكهربائي لمزيج من بيفلوريد البوتاسيوم وفلوريد الهيدروجين في عزل عنصر الفلور لأول مرة من قبل هنري مواسان.
تستخدم أملاح البيفلوريد على العموم كصهارة في صناعات التعدين، كما تستخدم كمادة لتحضير حمض الهيدروفلوريك في الموقع.

## اقرأ أيضاً
- بيفلوريد الأمونيوم